# San Pedro Garza García

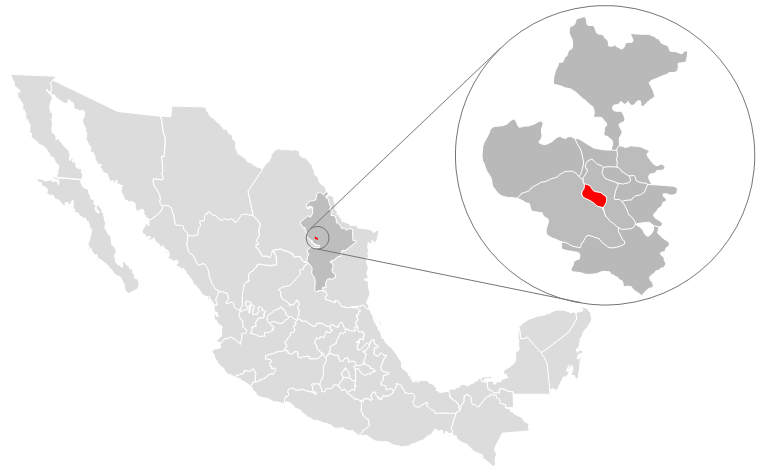
Stadens läge i Mexiko

San Pedro Garza García är en stad i nordöstra Mexiko och är belägen i delstaten Nuevo León. Staden ingår i Monterreys storstadsområde och har 121 448 invånare (2007), med totalt 121 480 invånare (2007) i hela kommunen på en yta av 84 km².
San Pedro Garza García grundades 20 november 1596.